# Cressage
Cressage är en ort och civil parish i Storbritannien.   Den ligger i grevskapet Shropshire i riksdelen England, i den södra delen av landet, 210 km nordväst om huvudstaden London. Cressage ligger 52 meter över havet och antalet invånare är 783.
Terrängen runt Cressage är huvudsakligen platt, men åt nordost är den kuperad. Cressage ligger nere i en dal.Runt Cressage är det ganska tätbefolkat, med 83 invånare per kvadratkilometer. Närmaste större samhälle är Telford, 11,5 km öster om Cressage. Trakten runt Cressage består till största delen av jordbruksmark.